# Liste des évêques et archevêques de Libreville

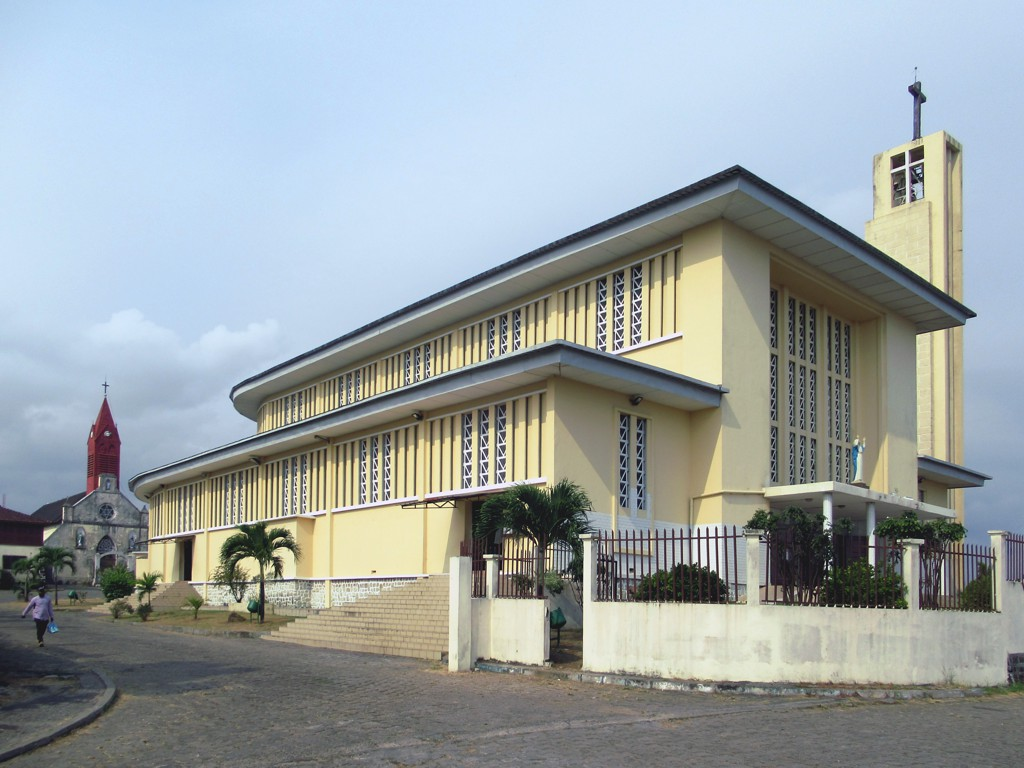
Cathédrale de Libreville

Cette page présente la liste des évêques et archevêques de Libreville au Gabon. 
La préfecture apostolique des Deux Guinées et Sénégambie (appelée également préfecture apostolique de Guinée Supérieure et Inférieure et de Sierra Leone) est créée le 22 janvier 1842, par détachement du diocèse de Funchal (au Portugal).
Elle est érigée en vicariat apostolique en 1846.
Ce dernier change de dénomination le 6 février 1863 pour devenir le vicariat apostolique des Deux Guinées, à la suite d'une scission qui entraîne par ailleurs la création du vicariat apostolique de Sénégambie. 
Il change à nouveau de dénomination le 18 mars 1890 pour devenir le vicariat apostolique du Gabon, puis encore une fois le 10 juillet 1947 pour devenir le vicariat apostolique de Libreville.
Il est érigé en diocèse le 14 septembre 1955, puis en archidiocèse de Libreville (Archidioecesis Liberopolitanus) le 11 décembre 1958.

## Préfets apostoliques des Deux Guinées et Sénégambie
- 22 janvier 1842 - 7 août 1844 : Edward Barron (en)
- ? 1844 - ? 1846 : Eugène Tisserant (cofondateur de la Congrégation du Saint Cœur de Marie, devenue missionnaires du Saint-Esprit)[réf. nécessaire]

## Vicaires apostoliques des Deux Guinées et Sénégambie
- 22 septembre 1846 - 23 novembre 1847 : Jean-Benoît Truffet, C.S.Sp.
- 20 juin 1848 - 6 février 1863 : Jean-Rémi Bessieux (ou Jean-René Bessieux), C.S.Sp.
  - 22 septembre 1848 - 6 février 1963 : Aloyse Kobès, C.S.Sp., coadjuteur, nommé vicaire apostolique de Sénégambie

## Vicaires apostoliques des Deux Guinées
- 6 février 1863 - 30 avril 1876 : Jean-Rémi Bessieux, C.S.Sp.
- 30 avril 1876 - 7 septembre 1877 : siège vacant
- 7 septembre 1877 - 18 mars 1890 : Pierre-Marie Le Berre, C.S.Sp.

## Vicaires apostoliques du Gabon
- 18 mars 1890 - 16 juillet 1891 : Pierre-Marie Le Berre, C.S.Sp.
- 3 juillet 1892 - 24 mai 1896 : Alexandre Le Roy, C.S.Sp.
- 16 février 1897 - 7 mai 1914 : Martin Adam (Jean Martin Adam), C.S.Sp.
  - 10 décembre 1912 - 7 mai 1914 : Louis Martrou, C.S.Sp., coadjuteur
- 7 mai 1914 - 22 mars 1925 : Louis Martrou (Louis Jean Martrou,) C.S.Sp.
- 4 janvier 1926 - 28 janvier 1947 : Louis Tardy (Louis Michel François Tardy), C.S.Sp.
- 10 juillet 1947 - 14 septembre 1955 : Jean-Jérôme Adam, C.S.Sp., promu évêque

## Évêque de Libreville
- 14 septembre 1955 - 11 décembre 1958 : Jean-Jérôme Adam, C.S.Sp., promu archevêque

## Archevêques de Libreville
- 11 décembre 1958 - 29 mai 1969 : Jean-Jérôme Adam, C.S.Sp.
- 29 mai 1969 - 3 avril 1998 : André Anguilé (André Fernand Anguilé)
- 3 avril 1998 - 12 mars 2020 : Basile Mvé Engone (en), S.D.B.
- depuis le 20 mars 2020 : Jean-Patrick Iba-Ba

## Évêques auxiliaires
- 15 novembre 1960 - 29 mai 1969 : François Ndong, nommé évêque de Oyem
- 17 février 2000 - 19 mars 2003 : Mathieu Madega Lebouankehan (de), nommé évêque de Port-Gentil (en)

## Sources
- Fiche de l'archidiocèse de Libreville sur le site catholic-hierarchy.org